# سیارک ۲۰۵۸۳
سیارک ۲۰۵۸۳ (به انگلیسی: 20583 Richthammer، نامگذاری:1999RK158) بیست هزار و پانصد و هشتاد و سومین سیارک کشف شده‌است که در ۹ سپتامبر ۱۹۹۹ کشف شد.
قدر مطلق سیارک برابر ۱۴.۱ است.